# 孔塞普西翁拉斯米納斯
孔塞普西翁拉斯米納斯（西班牙語：Concepción Las Minas），是危地馬拉的城鎮，位於該國東部，由奇基穆拉省負責管轄，始建於1893年6月8日，面積225平方公里，海拔高度1,100米，2002年人口7,800，人口密度每平方公里50人。